# Leptochilus mimulus
Leptochilus mimulus är en stekelart som beskrevs av Gusenleitner 1970. Leptochilus mimulus ingår i släktet Leptochilus och familjen Eumenidae. Utöver nominatformen finns också underarten L. m. turcicus.